# Progonia
Progonia is een geslacht van vlinders van de familie spinneruilen (Erebidae), uit de onderfamilie Herminiinae.

## Soorten
- P. aenicta Fletcher D. S., 1961
- P. boisduvalalis Viette, 1962
- P. brunnealis Wileman & South, 1916
- P. grisea (Hampson, 1905)
- P. luctuosa (Hampson, 1902)
- P. matilei Orhant, 2001
- P. micrastis Meyrick, 1902
- P. oileusalis (Walker, 1859)
- P. patronalis (Walker, 1859)
- P. perarcuata (Hampson, 1902)
- P. spodopa Fletcher, 1957